# Diamanter (samlingsalbum med Perssons Pack)
Diamanter är ett samlingsalbum från 2004 med Perssons Pack. Skivan var en del i ett återutgivningspaket från EMI. År 2004 lanserade de 30 samlingsskivor, med det gemensamma namnet Diamanter och gemensamma grunder i konvolutets design. Förutom Perssons Pack och band som Eldkvarn och Wilmer X omfattade lanseringen även artister som Lasse Lönndahl, Evert Taube och Alice Babs.
Perssons Pack-skivan består fyrtio låtar, huvudsakligen från bandets fyra studioalbum, men med nya låten "Ikväll tar vi över stan" och tidigare outgivna "Spring, spring". Samlingsskivan innehåller inget material från de båda albumen Längre bortom bergen och Sekunder i Sverige som kom efter att Perssons Pack lämnat EMI.
Tre av låtarna, "Vägen till Loos", "Hotellägarinnans söta dotter" och "Balladen om kråkguldet", var B-sidor på singlar från skivan Äkta hjärtan. Sista spåret är deras version av Möte i monsunen av Evert Taube som de spelade in till hyllningsskivan Taube.
I samband med att skivan släpptes gav sig Per Persson ut på turné med ett nytt band, något han också skrev på skivans konvolut.

## Låtlista
| Spår | Titel                              | Från album                                    | Tid  |
| CD1  | CD1                                | CD1                                           | CD1  |
| ---- | ---------------------------------- | --------------------------------------------- | ---- |
| 1    | Ikväll tar vi över stan            | Ny låt                                        | 5:17 |
| 2    | Sista kvällen i april              | Kärlek och dynamit                            | 2:25 |
| 3    | Hanna                              | Kärlek och dynamit                            | 3:29 |
| 4    | En sång om dej                     | Kärlek och dynamit                            | 3:38 |
| 5    | Hon har kysst mej adjö             | Kärlek och dynamit                            | 4:29 |
| 6    | Bröllopsdag                        | Kärlek och dynamit                            | 3:37 |
| 7    | En uslings medicin                 | Kärlek och dynamit                            | 3:28 |
| 8    | Hemma                              | Kärlek och dynamit                            | 4:28 |
| 9    | Gråmånen                           | Kärlek och dynamit                            | 4:04 |
| 10   | Perssons dynamit                   | Kärlek och dynamit                            | 1:44 |
| 11   | Guldhuggarland                     | Kärlek och dynamit                            | 3:23 |
| 12   | Poker                              | Kärlek och dynamit                            | 2:13 |
| 13   | Spring spring                      | Tidigare outgiven                             | 2:35 |
| 14   | Du går aldrig ensam                | Kanoner och små, små saker                    | 3:38 |
| 15   | Små, små saker                     | Kanoner och små, små saker                    | 3:35 |
| 16   | Vild som Jerry Lee                 | Kanoner och små, små saker                    | 2:39 |
| 17   | Ner, ner, ner                      | Kanoner och små, små saker                    | 4:03 |
| 18   | Nu har pojken blivit kär           | Kanoner och små, små saker                    | 3:57 |
| 19   | Packets paradmarsch                | Kanoner och små, små saker                    | 3:14 |
| 20   | Polkagrisgränd                     | Kanoner och små, små saker                    | 5:20 |
| 21   | Perssons hotell                    | Kanoner och små, små saker                    | 3:26 |
|      |                                    |                                               | 75   |
| CD2  |                                    |                                               |      |
| 1    | Tusen dagar härifrån               | Äkta hjärtan                                  | 4:10 |
| 2    | Äkta hjärtan                       | Äkta hjärtan                                  | 4:40 |
| 3    | Fribacka väg                       | Äkta hjärtan                                  | 3:56 |
| 4    | Nyårsafton i New York              | Äkta hjärtan                                  | 4:26 |
| 5    | Ett paradis längre ner             | Äkta hjärtan                                  | 5:05 |
| 6    | Somna in                           | Äkta hjärtan                                  | 3:53 |
| 7    | Ditt grönaste gräs                 | Äkta hjärtan                                  | 4:22 |
| 8    | En morgon mellan bergen            | Äkta hjärtan                                  | 2:52 |
| 9    | Rio Libre                          | Äkta hjärtan                                  | 3:57 |
| 10   | Gud kan du verkligen mena det här? | Äkta hjärtan                                  | 4:01 |
| 11   | Vägen till Loos                    | B-sida på singeln Tusen dagar härifrån        | 2:36 |
| 12   | Hotellägarinnans söta dotter       | Extraspår på CD-singeln Nyårsafton i New York | 3:15 |
| 13   | Balladen om kråkguldet             | B-sida på singeln Nyårsafton i New York       | 3:14 |
| 14   | Mördar-Anders                      | Svenska hjärtan                               | 3:17 |
| 15   | Brooklandsvägen                    | Svenska hjärtan                               | 4:20 |
| 16   | Rulla på, rulla på                 | Svenska hjärtan                               | 3:25 |
| 17   | Balladen om Joe Hill               | Svenska hjärtan                               | 4:12 |
| 18   | Ensam blir ensam                   | Svenska hjärtan                               | 3:15 |
| 19   | Möte i monsunen                    | Taube                                         | 4:11 |
|      |                                    | Tid, CD2                                      | 73   |
|      |                                    | Tid, totalt                                   | 148  |

## Medverkande

### Perssons Pack
- Per Persson - sång, gitarr, mandolin
- Magnus Lindh - dragspel, orgel, piano, kör
- Niklas Frisk - gitarr, mandolin, banjo, kör (1-21, 40)
- Magnus Adell - bas, trummaskinsprogrammering, kör

### Övriga
- Magnus Fagernäs - trummor (2-4,12)
- Robert Halldin - trummor (5,7,9)
- Lasse Bertilsson - fiol (7)
- Erika Essen-Möller - kör (2,5,8)
- Lotta Karlin - kör (2,5)
- Liza Öhman-Halldén - kör (2,5)
- Lasse Westman - kör (8)
- Lilling Palmeklint - kör (8)
- Ingemar Dunker - trummor (14-31,35-39)
- Jesper Lindberg - banjo, dobro & gitarr (16-17,20,22-31,35-39)
- Malin Sandell - cello (20)
- Pelle Sirén - gitarr, mandolin, resolectric & bouzouki (22-31,35-39)
- Johan Setterlind - trumpet (22-31)
- Jakob Hellman - sång (22)
- Micke Andersson - kör (22-31,35-39)
- Örjan Stenbom - kör (22-31)
- Magnus Coltrane Price - sång (25)